# Тарб (регбійний клуб)
Тарб Піренеї Регбі (фр. Tarbes Pyrénées Rugby) — французький регбійний клуб з Тарба, який виступає у другому дивізіоні Франції (Про Д2). Клуб було засновано у 1901 році під назвою Стадосест Тарбе (фр. Stadoceste Tarbais). Команда грає на стадіоні Стад Моріс-Трелю, який вміщає 15 000 глядачів. Традиційні кольори — білий і червоний. Тарб є дворазовий чемпіоном Франції: 1920, 1973.
Клуб отримав свій професійний статус в 1998 році. У 2000 році в результаті організаційних змін був створений оновлений клуб Тарб, який об'єднав склади команд Стадосест Тарбе та Серкль Амікаль Ланнемезан(фр. Cercle Amical Lannemezanais).

## Історія
Декілька клубів з регіону Біґорр уже становили частини історії французького регбі, але ніхто не міг йти в ногу з часом, коли почали з'являтись професійні регбійні команди. Тарб є дворазовим чемпіоном, який виступав на аматорському рівні разом з командами: Лурд (8-ми разовий чемпіон) і Стад Багнаре. В кінці сезону 1999—2000, Серкль Амікаль Ланнемезан вдалось перший раз ввійти до другого дивізіону національного чемпіона Франції — Про Д2, але Національна Ліга Регбі заблокувала цю можливість, побоюючись, що клуб з малого містечка (6 000 жителів) ніколи не зможе дійти до професійного рівня.
Тарб, який тільки що мав ввійти до четвертої дивізії (Федераль 2), зробив CA Ланнемезан пропозицію об'єднати зусилля для того, щоб побудувати сильний життєздатний клуб і в найближчому майбутньому увійти до Top 14, адже ж місто Тарб та місто Ланнемезан ділить всього 35 км. План був підтриманий місцевим урядом Верхніх Піренеїв, які могли надавати свою підтримку лише одному професійному клубі в області. Лурд і Стад Багнаре було запрошено приєднатись, але вони відмовили, оскільки боялись втратити свою ідентичність у більшому клубі, який ймовірно мав грати у столиці департаменту, у Тарбі. Спочатку рада клубу СА Ланнемезан виступила проти злиття (73 %-27 %), проте президентові клубу вдалось вмовити всіх колег і об'єднати команди.
Після злиття клуб отримав нову назву: ЛТ65 (Ланнемезан Тарб Верхні Піренеї). У серпні 2000 року ЛТ 65 зайняв місце СА Ланнемезан у Про Д2. Невдовзі, в клубі дійшло до суперечок. Всі ігри команда проводила в Тарбі, в той час як Ланнемезан став мертвою зоною. Змішано професійних та непрофесійних гравців, що призводило до ще більших непорозумінь всередині клубу. Незабаром клуб був перейменований в Тарб Піренеї Регбі, позбувшись символічного зв'язку з СА Ланнемезан. У 2003 році деякі гравці та члени правління залишили свої пости і було вирішено відновити існування старшої групи гравців. До 2005 року, Ланнемезан зумів повернутись в Федераль 1 — в надії піднятися назад до Про Д2, аби зустрітись око в око з командою ТПР; їх амбіції були реалізовані в 2009 році, коли вони виграли корону Федераль 1 і піднялись на вищий рівень — Про Д2. До сих пір, команді Тарб Піренеї Регбі не вдавалося ввійти до вищого дивізіону, тобто Топ 14.

## Досягнення
Топ 14
- Чемпіон: 1920, 1973
- Фіналіст: 1914, 1951, 1988

Кубок Франції з регбі
- Фіналіст: 1951

Шаленж де л'Есперанс
- Переможець: 1919

Кубок Франс-Решель
- Переможець: 1939, 1952
- Фіналіст: 1954, 1972, 1983

Кубок Рене Крабо
- Переможець: 1951, 1952, 1968, 1970
- Фіналіст: 1971, 1974

## Сезон 2016—2017 Про Д2
| \| \| сезон 2016–2017 Про Д2 таблиця \| watch · edit · discuss \| |                                |                        |          |       |         |         |            |                     |                |                 |      |  |  |  |
| | Клуб                           | Розіграних             | Виграних | Нічия | Програш | Бали за | Бали проти | Різниця балів Diff. | Здобуті бонуси | Втрачені бонуси | Бали |  |  |  |
| 1 | Ліон                           | 30                     | 25       | 0     | 5       | 971     | 493        | +478                | 13             | 4               | 117  |  |  |  |
| 2 | Авірон Байонне                 | 30                     | 19       | 1     | 10      | 658     | 602        | +56                 | 4              | 4               | 86   |  |  |  |
| 3 | Стад Орійяк                    | 30                     | 18       | 0     | 12      | 724     | 613        | +111                | 6              | 3               | 81   |  |  |  |
| 4 | Стад Монтуа                    | 30                     | 17       | 1     | 12      | 655     | 611        | +44                 | 5              | 3               | 78   |  |  |  |
| 5 | Коломьє                        | 30                     | 16       | 3     | 11      | 629     | 590        | +39                 | 4              | 4               | 78   |  |  |  |
| 6 | Безьє Еро                      | 30                     | 17       | 1     | 12      | 745     | 662        | +83                 | 4              | 3               | 77   |  |  |  |
| 7 | Перпіньян                      | 30                     | 15       | 1     | 14      | 676     | 615        | +61                 | 5              | 6               | 73   |  |  |  |
| 8 | Біарріц Олімпік                | 30                     | 14       | 0     | 16      | 674     | 656        | +18                 | 3              | 5               | 64   |  |  |  |
| 9 | Буржуен Жальє                  | 30                     | 12       | 0     | 18      | 595     | 642        | -47                 | 5              | 9               | 62   |  |  |  |
| 10 | Альбі                          | 30                     | 13       | 5     | 15      | 591     | 643        | –52                 | 2              | 4               | 62   |  |  |  |
| 11 | Нарбонн                        | 30                     | 13       | 0     | 17      | 602     | 653        | –51                 | 2              | 6               | 60   |  |  |  |
| 12 | Монтобан                       | 30                     | 12       | 0     | 18      | 570     | 624        | –54                 | 1              | 9               | 58   |  |  |  |
| 13 | Тарб                           | 30                     | 13       | 0     | 17      | 543     | 630        | –87                 | 0              | 9               | 53   |  |  |  |
| 14 | Каркассон                      | 30                     | 11       | 0     | 19      | 484     | 741        | –257                | 0              | 5               | 49   |  |  |  |
| 15 | Дакс                           | 30                     | 10       | 1     | 19      | 538     | 713        | –175                | 1              | 5               | 48   |  |  |  |
| 16 | Прованс Регбі                  | 30                     | 10       | 0     | 20      | 549     | 716        | –167                | 1              | 5               | 46   |  |  |  |
| |                                |                        |          |       |         |         |            |                     |                |                 |      |  |  |  |
| Зелений фон (1 рядок) Чемпіони, автоматичний аванс до Топ 14. Жовтий фон Переможці плей-офф Голубий фон Команди, які вийшли у плей-офф Червоний фон Команди, які вилітають в Федераль 1. Якщо дві команди здобули таку саму кількість балів, їх позиція вираховується по результатам різниці зібраних балів. |                                |                        |          |       |         |         |            |                     |                |                 |      |  |  |  |
| | сезон 2016–2017 Про Д2 таблиця | watch · edit · discuss |          |       |         |         |            |                     |                |                 |      |  |  |  |

## Знамениті гравці
| - Лайонель Боксіс — Збірна Франції з регбі, Тулуза - Коля Шарвіс — Збірна Уельсу з регбі - Гіоргі Немсадзе — Збірна Грузії з регбі |